# Williams Martínez
Pour les articles homonymes, voir Martinez.
Williams Martínez, né le 18 décembre 1982 à Montevideo, en Uruguay, et mort dans la même ville le 17 juillet 2021, est un footballeur international uruguayen.

## Biographie
Il a été formé au Defensor Sporting Club, où il a fait l'essentiel de sa carrière. Il a toutefois joué une saison dans le club argentin de Club Ferro Carril Oeste (en 2003-2004) et une demi-saison en Angleterre à West Bromwich Albion (de janvier à juin 2006).
Déjà international des moins de 20 ans, Williams Martinez a été retenu une fois en 2003 dans l'Équipe nationale A d'Uruguay. Il est à nouveau présélectionné en 2007 pour les éliminatoires de la Coupe du monde.
Le 3 juillet 2008, il est prêté un an par le Valenciennes FC au Stade de Reims.
Le 12 août 2009, le Valenciennes FC met un terme à son contrat. Williams Martinez retourne en Uruguay et signe alors au Defensor Sporting Club.
La mort du joueur est annoncée le 18 juillet 2021. Williams Martínez, qui venait de se rétablir de se rétablir du Covid-19 contracté en juin de la même année, s'est suicidé alors qu'il était mis au repos par son club.

## Carrière
- 2001-déc. 2007 :  Defensor SC
  - jan.2004-2004 :  Ferro Carril Oeste (en prêt)
  - fév. 2006-2006 :  West Bromwich Albion (prêt)
- janv. 2008-2010 :  Valenciennes FC
  - 2008-2009 :  Stade de Reims (prêt)
- 2009-2010 :  Defensor SC
- 2010-2011 :  Chacarita Juniors
- 2011-jan. 2012 :  CD Huachipato
- fév. 2012-déc. 2012 :  CD Palestino
- jan. 2013-déc. 2013 :  Cerro Porteño
- jan. 2014-déc. 2014 :  River Plate
- fév. 2015-déc. 2015 :  CA Cerro
- jan. 2016-août 2016 :  Deportivo Táchira
- août 2016-déc. 2017 :  Rampla Juniors
- janv. 2017-déc. 2018 :  River Plate

## Palmarès
- International uruguayen (1 sélection, le 4 février 2003, Uruguay-Iran)

## Source
- Rouge et blanc, le magazine du VAFC, 12/01/2008 (VAFC-Saint-Étienne), entretien avec le joueur, page 16.